# Ivan Hašek
Ivan Hašek (n. 6 septembrie 1963, Městec Králové⁠(d), Republica Socialistă Cehă, Cehoslovacia) este un fotbalist ceh retras din activitate, care a jucat pe post de mijlocaș la echipe ca Sparta Praga, Strasbourg și JEF United Chiba⁠(d). Pe plan internațional, are prezențe la națională pentru Cehoslovacia și Cehia. După încheierea carierei, a devenit antrenor, și antrenează în prezent pe Echipa națională de fotbal a Cehiei.
Hašek a evoluat timp de 11 sezoane la Sparta Praga pentru care a adunat peste 300 de meciuri oficiale. Ulterior, a devenit antrenor al echipei pragheze. A reprezentat Cehoslovacia la Campionatul Mondial de Fotbal din 1990. A fost și președinte al Federației Cehe de Fotbal.

## Statistici
| Cehoslovacia | Cehoslovacia | Cehoslovacia |
| An           | Meciuri      | Goluri       |
| ------------ | ------------ | ------------ |
| 1984         | 1            | 0            |
| 1985         | 7            | 0            |
| 1986         | 8            | 0            |
| 1987         | 6            | 1            |
| 1988         | 8            | 1            |
| 1989         | 8            | 0            |
| 1990         | 11           | 1            |
| 1991         | 2            | 1            |
| 1992         | 0            | 0            |
| 1993         | 3            | 1            |
| Total        | 54           | 5            |
| Cehia        |              |              |
| An           | Meciuri      | Goluri       |
| 1994         | 1            | 0            |
| Total        | 1            | 0            |